# John Joseph McFall
John Joseph McFall (ur. 20 lutego 1918 w Buffalo, Nowy Jork, zm. 7 marca 2006 w Alexandria, Wirginia) – amerykański polityk, członek Izby Reprezentantów z ramienia Partii Demokratycznej.

## Życiorys
Szkołę średnią ukończył w Manteca (Kalifornia), podjął następnie studia prawnicze na University of California w Berkeley. W 1941 uzyskał dyplom uniwersytecki i podjął pracę w Oakland. W latach 1942–1946 służył w wywiadzie wojskowym. W 1946 powrócił do zawodu prawnika, działał także w samorządzie lokalnym - zasiadał w radzie miejskiej Manteca, był burmistrzem tego miasta, później członkiem zgromadzenia stanowego Kalifornii (1951–1956).
W latach 1948–1958 był delegatem na wszystkie stanowe konwencje Partii Demokratycznej. Jesienią 1956 został wybrany do Izby Reprezentantów USA i zasiadał w niej od stycznia 1957 przez kolejne jedenaście kadencji. W latach 1973–1977 pełnił w Izbie Reprezentantów funkcję rzecznika dyscypliny Partii Demokratycznej (whip). W 1978 nie został wybrany na kolejną kadencję i wraz z końcem roku złożył mandat w Kongresie.